# FC Victoria Brăneşti
Fotbal Club Victoria Brăneşti byl rumunský fotbalový klub sídlící ve městě Brăneşti. Klub byl založen v roce 1968, zanikl v roce 2012 díky finančním problémům.

## Umístění v jednotlivých sezonách
| Sezóny  | Liga                 | Úroveň | Z  | V  | R  | P  | VG | OG | +/- | B  | Pozice |
| ------- | -------------------- | ------ | -- | -- | -- | -- | -- | -- | --- | -- | ------ |
| 2007/08 | Liga III - Seria III | 3      | 34 | 16 | 2  | 16 | 53 | 56 | -3  | 50 | 8.     |
| 2008/09 | Liga III - Seria III | 3      | 32 | 26 | 4  | 2  | 70 | 19 | +51 | 82 | 1.     |
| 2009/10 | Liga II - Seria I    | 2      | 34 | 21 | 8  | 5  | 62 | 28 | +34 | 71 | 1.     |
| 2010/11 | Liga I               | 1      | 34 | 5  | 10 | 19 | 35 | 61 | -26 | 25 | 16.    |
| 2011/12 | Liga II - Seria I    | 2      | 30 | 4  | 3  | 23 | 17 | 64 | -47 | 15 | 16.    |